# Zdrójno (Osieczna)
Zdrójno [ˈzdrui̯nɔ] (deutsch Zdroino) ist ein Dorf in der Gmina Osieczna in der polnischen Woiwodschaft Pommern. Es liegt fünf Kilometer südöstlich von Osieczna, 30 Kilometer südwestlich von Starogard Gdański und 73 Kilometer südlich von Danzig.